# Andlermühle
De Andlermühle is een watermolen op de Our, gelegen in de tot de gemeente Büllingen behorende deelgemeente Manderfeld in de Belgische provincie Luik.
De watermolen fungeerde als korenmolen.

## Geschiedenis
De molen werd gebouwd in 1861 en beschikt momenteel over een Ossbergerturbine. Hij is nog regelmatig in bedrijf, onder meer als boekweitmolen, ten behoeve van de streekeigen productie. De molen is gelegen nabij een oude voorde, waar de beken Kolvender en Medemder in de Our vloeien.
De molen is vernoemd naar het iets zuidelijker gelegen gehucht Andler, dat echter tot de gemeente Sankt Vith behoort. Hij beschikt over twee steenkoppels, een reinigingsinstallatie en een builinstallatie.